# Evangelische Kirche (Wethen)

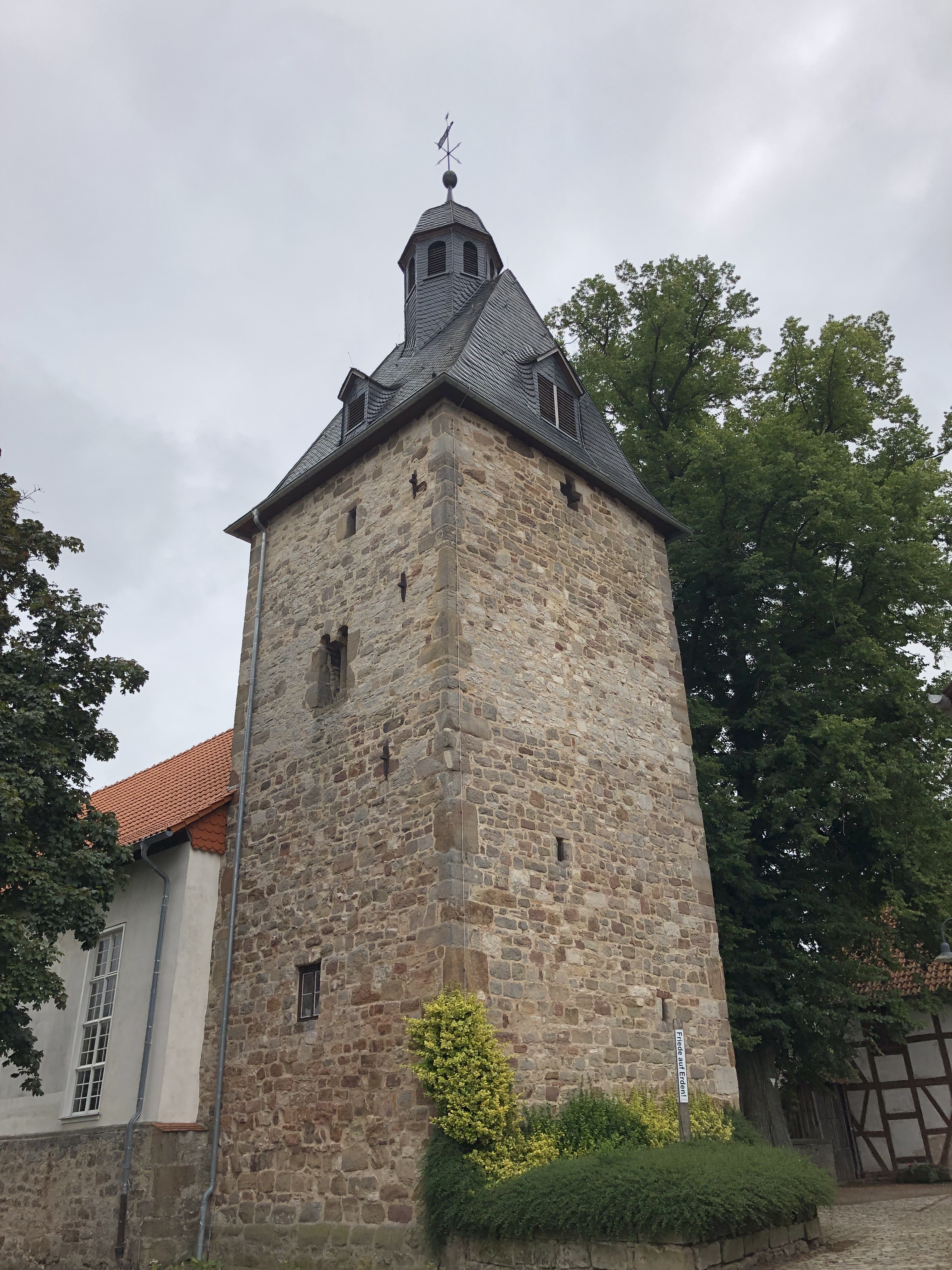
Turm der Evangelischen Kirche in Wethen

Die Evangelische Kirche Wethen ist ein denkmalgeschütztes Kirchengebäude, das in Wethen steht, einem Ortsteil von Diemelstadt im Landkreis Waldeck-Frankenberg in Hessen. Sie gehört zur Kirchengemeinde Diemelstadt im Kirchenkreis Twiste-Eisenberg der Evangelischen Kirche von Kurhessen-Waldeck.

## Geschichte
1345 wurde die heutige Kirche erstmals urkundlich erwähnt, sie war dem Apostel Paulus gewidmet. Der erhalten gebliebene Kirchturm aus der 1. Hälfte des 13. Jahrhunderts zeugt noch von der romanischen Architektur. Im Dreißigjährigen Krieg zerstörten schwedische Truppen, vermutlich 1637, die Kirche und benutzten sie als Pferdestall. 1812 musste das alte Kirchenschiff wegen Baufälligkeit abgerissen werden. Das neue Kirchenschiff ist aus verputztem Holzfachwerk. Das Kirchenschiff befand sich in einer Burganlage an der Grenze zwischen Waldeck und Westfalen. Die Wethener Kirche ist eine der ältesten im Waldecker Land.

## Beschreibung
Der Kirchturm im Westen wurde 1823 mit einem schiefergedeckten Walmdach mit Dachgauben bedeckt, aus dessen Mitte sich ein achteckiger Dachreiter erhebt, der mit einer glockenförmigen Haube bedeckt ist. Das Kirchenschiff wurde 1812 auf mittelalterlichen Grundmauern über einer noch bestehenden Krypta aus der Mitte des 12. Jahrhunderts errichtet. Der Zugang zur Krypta basiert vermutlich von einer früheren Burgkapelle. Diese ist quadratisch und besitzt zudem eine zwei Meter tiefe Apsis, die aus zwei Säulenreihen mit zwei Rundsäulen, am Anfang und Ende aus je zwei rechteckigen Pfeilern besteht. Diese unterteilen die Kapelle in drei gleich breite Schiffe mit gratigen, rundbogigen Kreuzgewölben. Diese Krypta wurde bei Bauarbeiten 1957 entdeckt. Im Waldecker Land findet sich eine Reihe von Kirchenbauten, die ebenfalls aus der romanischen Zeit, dem 11. bis 13. Jahrhundert, stammen. Hierzu gehören die Kirchen St. Veit in Twiste und die in Külte. In keiner dieser Kirchen befindet sich eine unterirdische Kapelle (Krypta) wie in der Wethener Kirche, obwohl diese vor allem in vielen romanischen Kirchen des 11. bis 13. Jahrhunderts vorhanden waren. Der Innenraum des Kirchenschiffs ist mit einer Flachdecke überspannt, die von Vouten gerahmt und mit dem Auge der Vorsehung aus Stuck verziert ist. Eine Empore befindet sich im Westen, auf der die Orgel steht, die 1849 von Jakob Vogt gebaut wurde, und eine im Norden. Der Altar mit einer gemalten Predella stammt aus der 2. Hälfte des 17. Jahrhunderts. Die barocke Kanzel hat einen klassizistischen Schalldeckel.